# Уршка Жигарт
Уршка Жигарт (4. децембар 1996) је словеначка професионална бициклисткиња, која тренутно вози за UCI Women's WorldTeam. Жигарт је четири пута освојила Словеначко државно првенство у вожњи на хронометар (2020, 2022–2024), а освојила је и Првенство Словеније у друмском бициклизму 2024. године.

## Каријера
Године 2020. освојила је словеначко државно првенство у вожњи на хронометар и такмичила се на тркама Тур де л'Ардеш и Ђиро Роса. Завршила је на трећем месту на Првенству Словеније у друмском бициклизму, иза своје саиграчице Урше Пинтар и Шпеле Керн.
У новембру 2020. године, Жигарт је потписала уговор за сезону 2021. са тимом Mitchelton–Scott, касније преименованим у Team BikeExchange. Жигарт је 2022. године по други пут освојила словеначко државно првенство у вожњи на хронометар, поновивши то 2023. и 2024. године. Жигарт је 2024. године такође освојила словеначко национално првенство у друмским тркама.
Од 2025. године, Жигарт ће се такмичити за AG Insurance–Soudal.

## Лични живот
Партнер Уршке Жигарт је бициклиста Тадеј Погачар, троструки победник Тур де Франса. Верили су се у септембру 2021. године. Након што се Погачар повукао из словеначког тима за Олимпијске игре у Паризу због „екстремног умора“, рекао је да је на његову одлуку утицао и Словеначки олимпијски комитет, који није изабрао Жигарт за такмичење на Играма. Погачар је напоменуо да је Жигарт била словеначки национални шампион у друмској трци и вожњи на хронометар 2024. године.

## Главни резултати

### 2016
- 3. место, хронометар, Национално друмско првенство

### 2018
Национално друмско првенство
- 4. место, хронометар
- 5. место, друмска трка
- 7. место, друмска трка, Медитеранске игре

### 2019
Национално друмско првенство
- 3. место, друмска трка
- 3. место, хронометар
- 7. место у генералном пласману, Вуелта а Бургос

### 2020
Национално друмско првенство
- 1. место, хронометар
- 3. место, друмска трка
- 10. место у генералном пласману, Тур де Феминин

### 2021
- 1. место, 4. етапа, Сетмана Сицилиста Валенсијана

Национално друмско првенство
- 3. место, хронометар
- 4. место, друмска трка
- 7. место у генералном пласману, Тур де Феминин

### 2022
Национално друмско првенство
- 1. место, хронометар
- 5. место, друмска трка
- 8. место, Емакумеен Нафароако

### 2023
Национално друмско првенство
- 1. место, хронометар
- 2. место, друмска трка
- 7. место у генералном пласману, Тур де Швајц
- 9. место, Дуранго-Дуранго Емакумеен Сариа
- 10. место, Ђиро дел’Емилија

### 2024
Национално друмско првенство
- 1. место, друмска трка
- 1. место, хронометар
- 3. место у генералном пласману, Грација–Орлова
- 4. место, Ђиро дел’Емилија
- 9. место у генералном пласману, Тур де Швајц